# Manfred Björkquist-medaljen
Manfred Björkquist-medaljen är en utmärkelse uppkallad till minne av biskop Manfred Björkquist. Den delas ut av Sigtunastiftelsen, och delades ut första gången 1996.

## Pristagare
- 1996 – Torgny T:son Segerstedt[1]
- 1998 – Gösta Vestlund[2]
- 2001 – Samuel Halldorf[3]
- 2003 – Tenzin Gyatzo (den 14:e Dalai Lama)[4][5]
- 2005 – Anne-Marie Thunberg[6]